# Investmentgeschäft
Das Investmentgeschäft umfasst im Finanzwesen insbesondere die kollektive Vermögensverwaltung und andere hiermit zusammenhängende Geschäfte durch Kapitalverwaltungsgesellschaften nach den Prinzipien der Risikodiversifizierung, der Fremdverwaltung und der kollektiven Kapitalanlage.

## Allgemeines
Unter „Investment“ ist eine Kapitalanlage zu verstehen und nicht etwa die Investition. Diese Kapitalanlage kann als Bankgeschäft auch durch Kreditinstitute (etwa Investmentbanken) betrieben werden (§ 1 Abs. 1, 1a, 4 und 5 KWG), aber auch als Investmentgeschäft von Kapitalverwaltungsgesellschaften gemäß § 1 Abs. 19 Nr. 24 KAGB. Diese Kapitalverwaltungsgesellschaften und die das Investmentgeschäft betreibenden Kreditinstitute werden umgangssprachlich als Investmentbanken bezeichnet. Die kollektive Vermögensverwaltung umfasst nach § 1 KAGB die Portfolioverwaltung, das Risikomanagement, administrative Tätigkeiten, den Vertrieb von eigenen Investmentanteilen sowie bei AIF-Tätigkeiten (Alternative Investmentfonds; AIF) im Zusammenhang mit den Vermögensgegenständen des AIF. Daneben dürfen sie insbesondere die Finanzportfolioverwaltung und die Anlageberatung bei Finanzinstrumenten (§ 1 Abs. 11 KWG) erbringen sowie das Wertpapierdepotgeschäft betreiben.
Das Investmentgeschäft ist im Gegensatz zum Kreditgeschäft und Einlagengeschäft sehr innovationsorientiert und kann die Verbundvorteile zu diesen Geschäften und zum Zahlungsverkehr nutzen.

## Geschichte
Im April 1957 ordnete das ehemalige Kapitalanlagegesetz (KAGG) die Kapitalanlagegesellschaften als Kreditinstitute ein, weil es sich nach § 1 Abs. 1 Nr. 6 KWG a.F. beim Investmentgeschäft um ein Bankgeschäft handelte. Deshalb unterlagen Kapitalanlagegesellschaften nicht nur dem KAGG, sondern auch dem KWG. Im Januar 2004 trat an die Stelle des KWG für Kapitalanlagegesellschaften das Investmentgesetz (InvG). Der formelle Investmentbegriff des § 7 Abs. 2 InvG a. F. umfasste vor allem die Vermögensverwaltung von Finanzinstrumenten und Immobilien, Anlageberatung sowie die Verwahrung und Verwaltung von Investmentanteilen. Das Investmentänderungsgesetz (InvÄndG) vom Dezember 2007 hob die Eigenschaft als Kreditinstitut auf und ordnete das Investmentgeschäft nicht mehr als Bankgeschäft ein. Die seit Juli 2009 für alle EU-Mitgliedstaaten geltende Richtlinie 2009/65/EG brachte eine Trennung zwischen Bankrecht und Investmentrecht, wodurch bankenaufsichtsrechtliche Wettbewerbsnachteile der Kapitalverwaltungsgesellschaften entfielen. Das KAGB ist seit Juli 2013 in Kraft und ersetzt das InvG, das KWG gilt für Kapitalverwaltungsgesellschaften nur dann, wenn das KAGB hierauf verweist. Die alleinige Aufsicht über Kapitalverwaltungsgesellschaften übt die BaFin aus.

## Arten
Im Rahmen der Erlaubniserteilung bietet § 20 Abs. 2 KAGB eine abschließende Aufzählung der für Kapitalanlagegesellschaften erlaubten Geschäfte:
- Die Verwaltung einzelner in Finanzinstrumenten im Sinne des § 1 Abs. 11 KWG angelegter Vermögen für andere mit Entscheidungsspielraum (individuelle Vermögensverwaltung), wobei bei den Finanzinstrumenten Derivate ausgeschlossen sind, deren Basiswerte Waren (Commodities) oder Edelmetalle sind;
- die Verwaltung einzelner in Immobilien angelegter Vermögen für andere sowie die Anlageberatung, sofern die Kapitalanlagegesellschaft befugt ist, Immobilien-Sondervermögen zu verwalten;
- soweit die Erlaubnis die Dienstleistung nach Nr. 1 umfasst, die Anlageberatung;
- die Verwahrung und Verwaltung von Anteilen, die nach den Vorschriften des KAGB oder von einer ausländischen Investmentgesellschaft ausgegeben worden sind, für andere;
- den Vertrieb von Anteilen, die nach den Vorschriften des KAGB ausgegeben worden sind oder die nach § 127 ff. KAGB öffentlich vertrieben werden dürfen;
- den Abschluss von Altersvorsorgeverträgen gemäß § 1 Abs. 1 des Altersvorsorgeverträge-Zertifizierungsgesetzes und
- sonstige mit den genannten Dienstleistungen und Nebendienstleistungen unmittelbar verbundene Tätigkeiten.

Diese Geschäfte dürfen nur durch Kapitalverwaltungsgesellschaften wahrgenommen werden (§ 17 Abs. 1 KAGB).
Die Hauptaufgaben im Investmentgeschäft bestehen aus der Anlageberatung, der Annahme von Wertpapierorders und dem Führen von Wertpapierdepots.

## Investmentvermögen
Das Investmentvermögen ist nach § 1 Abs. 1 Satz 1 KAGB „jeder Organismus für gemeinsame Anlagen, der von einer Anzahl von Anlegern Kapital einsammelt, um es gemäß einer festgelegten Anlagestrategie zum Nutzen dieser Anleger zu investieren und der kein operativ tätiges Unternehmen außerhalb des Finanzsektors ist“. Eine „Anzahl von Anlegern“ im Sinne der Definition des Investmentvermögens liegt vor, wenn weder die Anlagebedingungen noch die Satzung bzw. der Gesellschaftsvertrag die Anzahl möglicher Anleger begrenzen (§ 1 Abs. 1 Satz 2 KAGB). Der „Organismus“ löst den traditionellen Begriff des Investmentfonds ab. Das Investmentvermögen setzt sich aus diesem „Organismus“ (OGAW; OGAW-Richtlinie) und den Alternativen Investmentfonds (AIF) zusammen. Der OGAW steht für den früheren Investmentfonds, der als Begriff nur noch beim AIF verwendet wird.